# Прокляте зображення

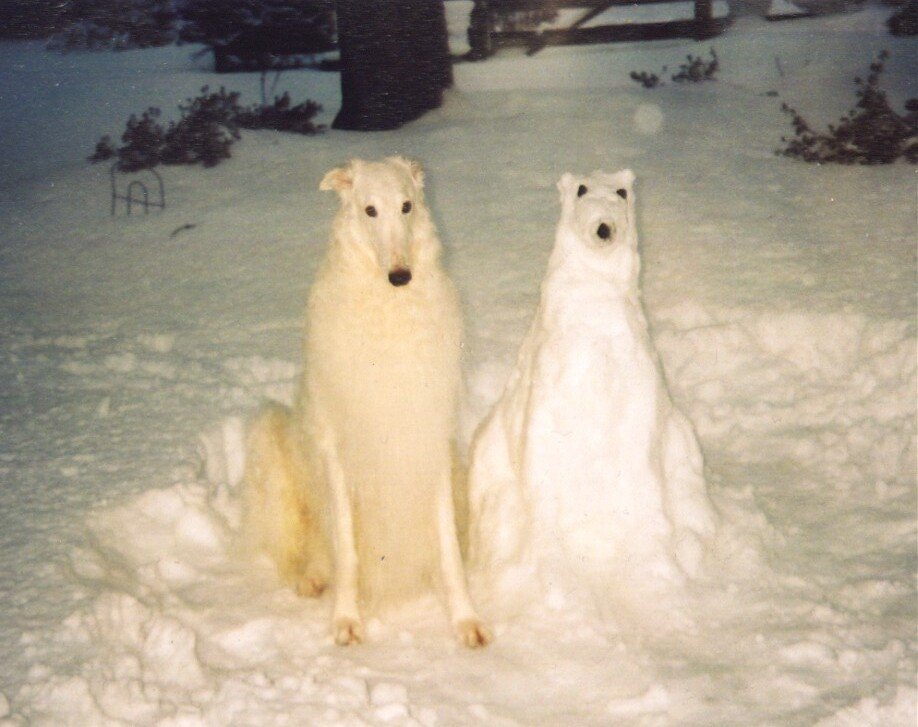
Фотографія, опублікована в Twitter @cursedimages у 2016 році

Прокляте зображення (англ. cursed image) — поняття, що відноситься до зображень (зазвичай фотографій), які сприймаються як загадкові або тривожні через їхню низьку якість або дивний чи нелогічний вміст. Прокляте зображення насамперед змушує людину засумніватися у причині існуванні такої фотографії. Термін був придуманий у соціальних мережах у 2015 році та популяризований протягом наступного року.

## Історія
Концепція «проклятих зображень» з'явилася в одному з блогів Tumblr під назвою «cursedimages» у 2015 році. На першому викладеному на цьому акаунті зображенні був зображений літній фермер, оточений ящиками з червоними помідорами у кімнаті, обшитій дерев'яними панелями. В інтерв'ю журналу «Paper» у 2019 році власник блогу описав це зображення наступним чином: «Для мене це ідеальне прокляте зображення, тому що в жодній його частині немає нічого, що по-справжньому викликає тривогу. Це цілком приземлена сцена, перетворена на щось інше камерою та новим контекстом, який я їй додав».
Хоча термін «прокляте зображення» використовується в Tumblr з 2015, він став більш популярним у липні 2016, завдяки обліковому запису в Twitter з ім'ям @cursedimages. В інтерв'ю 2016 року з редактором веб-сайту Gizmodo Хадсоном Хонго власник облікового запису пояснив, що бачив «одну чи дві» публікації в Tumblr, що містять «незрозумілі, дивні» зображення, які були просто підписані як «прокляте зображення». Заінтригований фотографіями, власник облікового запису почав пошук схожих зображень і, знайшовши велику їх кількість, вирішив «опублікувати їх в одному місці». У тому ж році Браян Фельдман з New York Magazine взяв інтерв'ю у Дага Баттенхаузена, власника блогу в Tumblr під назвою internethistory, який також публікує «прокляті зображення». Фельдман поставив Баттенхаузену питання про те, що саме в «клятих зображеннях» так приваблює користувачів, на що той відповів: «Дуже багато всього. Це загадковість фотографії, її дивна естетика, це вид місця, яке ви ніколи раніше не бачили чи інтимний погляд на чиєсь життя»
Фельдман приписує «прокляту» естетику природі цифрової фотографії на початку 2000-х, коли в компактних камерах не було сучасних фільтрів, і вони часто використовувалися з «яскравим» спалахом, а фотографія робилася скоріше для архівних цілей, ніж для обміну в соціальних мережах. Журналіст вважає таку фотографію «недостатньо старою, щоб бути „вінтажною“, але недостатньо доглянутою, щоб її можна було визнати сучасною», і бачить у цьому приклад моторошної долини.
Протилежністю проклятого зображення є «благословенне зображення» (англ. blessed image). Також популяризувався інший термін «blursed image», особливо на Reddit. У ньому поєднуються слова «благословенний» і «проклятий» для опису зображень, які можна віднести до обох категорій.